# (73762) 1994 LS
1994 أل أس (ويعرف أيضًا باسم (73762) 1994 أل أس وفق تسمية الكوكب الصغير) (بالإنجليزية: 1994 LS)‏ هو كويكب ضمن حزام الكويكبات؛ وترتيبه 73762 من حيث الاكتشاف.
اكتُشف هذا الجُرم الفلكي بواسطة Timothy B. Spahr ‏ في 3 يونيو 1994.

## وصلات خارجية
- (73762) 1994 LS في قاعدة بيانات مختبر الدفع النفاث لأجرام النظام الشمسي الصغيرة

- الاكتشاف · مخطط المدار ·  العناصر المدارية · المعلمات المادية

- (73762) 1994 LS على موقع ويكي سكاي: DSS2, SDSS, GALEX, IRAS, Hydrogen α, X-Ray, Astrophoto, Sky Map, Articles and images